# Groenlandese (razza canina)
Il groenlandese è una razza canina nordica di tipo spitz che, tra tutte le razze canine, si ritiene essere rimasta più vicina alle sue origini ancestrali e che, per alcune caratteristiche morfologiche (come, ad esempio, l'occhio obliquo) discenderebbe, secondo alcuni, direttamente dal lupo artico.
Ottimo cane da slitta e da compagnia, è alto 55 cm e più, la femmina, e i 60 cm al garrese e più, il maschio. Ha corpo massiccio e muscoloso, testa importante di tipo lupoide con stop marcato ma armonico: il muso è forte e cuneiforme, le orecchie, sempre erette, sono arretrate. Gli occhi devono essere scuri o in tono con il mantello, il quale può essere di tutti i colori, a tinta unita e non, compreso il bianco se non è albino.
Ha un temperamento forte, amichevole e molto leale ma sopporta benissimo i cambi di proprietario. Ha un forte istinto alla muta e deve sentire un'autorità ben ferma. È indipendente e tende alla fuga. Come tutti i cani nordici, non ha un senso di proprietà e, quindi, non è ideale come cane da guardia. Non è adatto a vivere in appartamento, ma sopporta i climi temperati.

## Galleria d'immagini

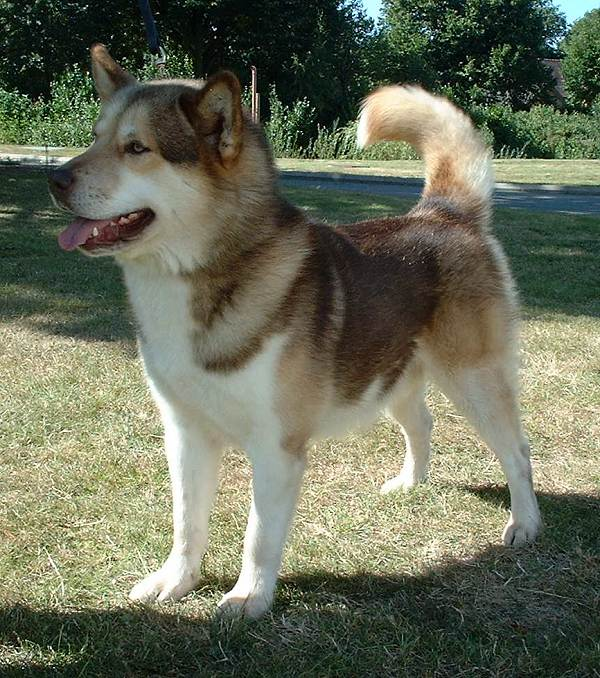
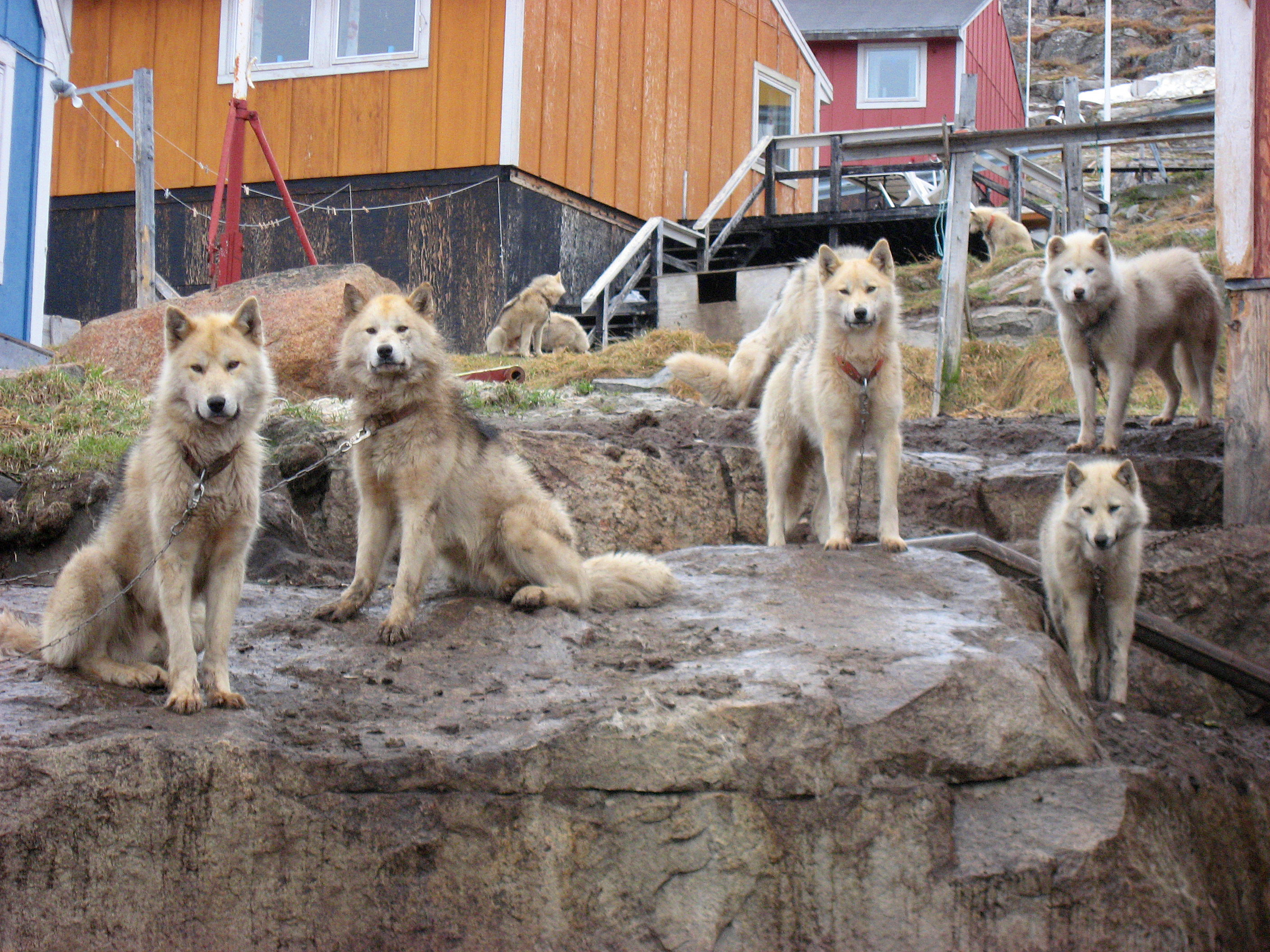
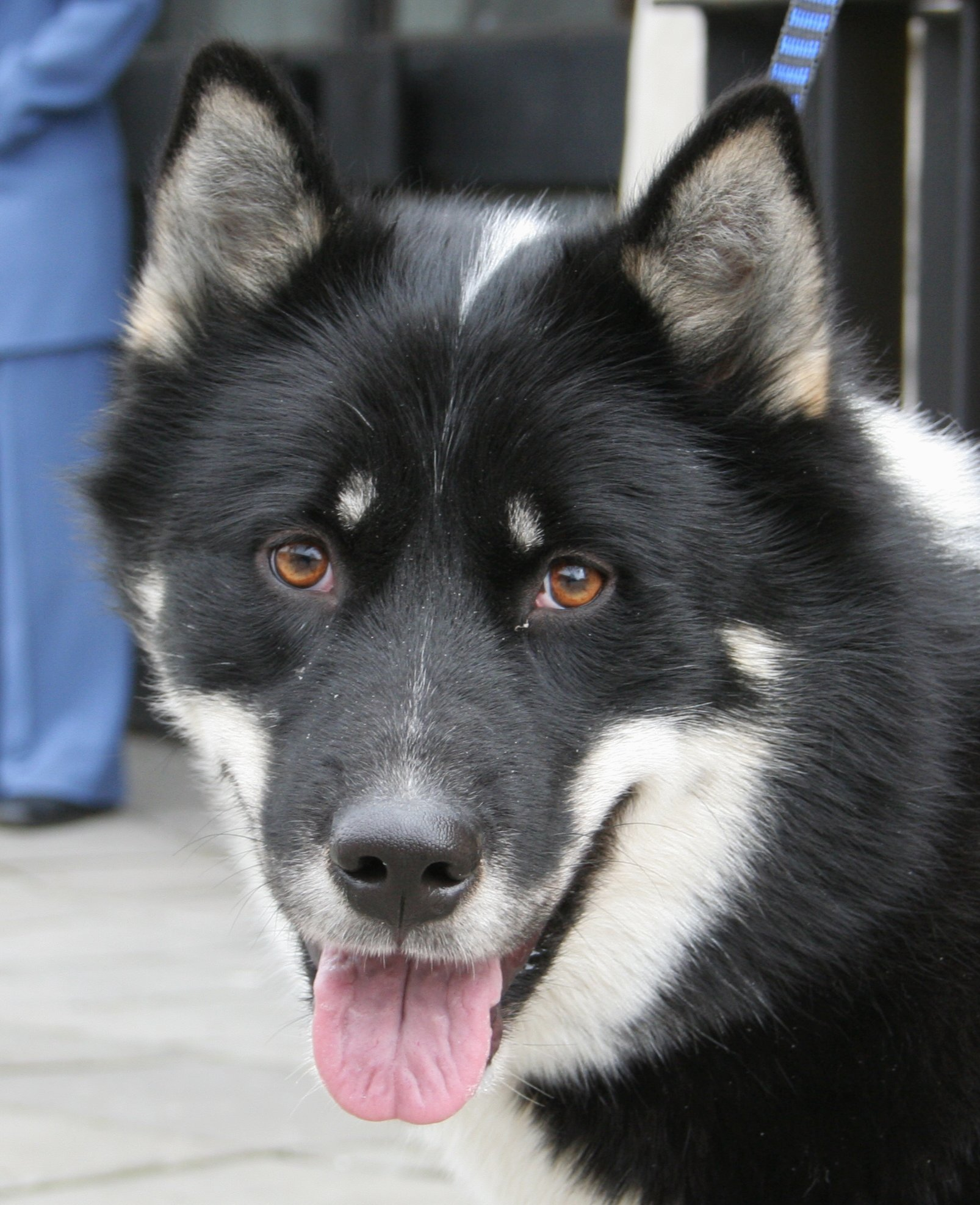
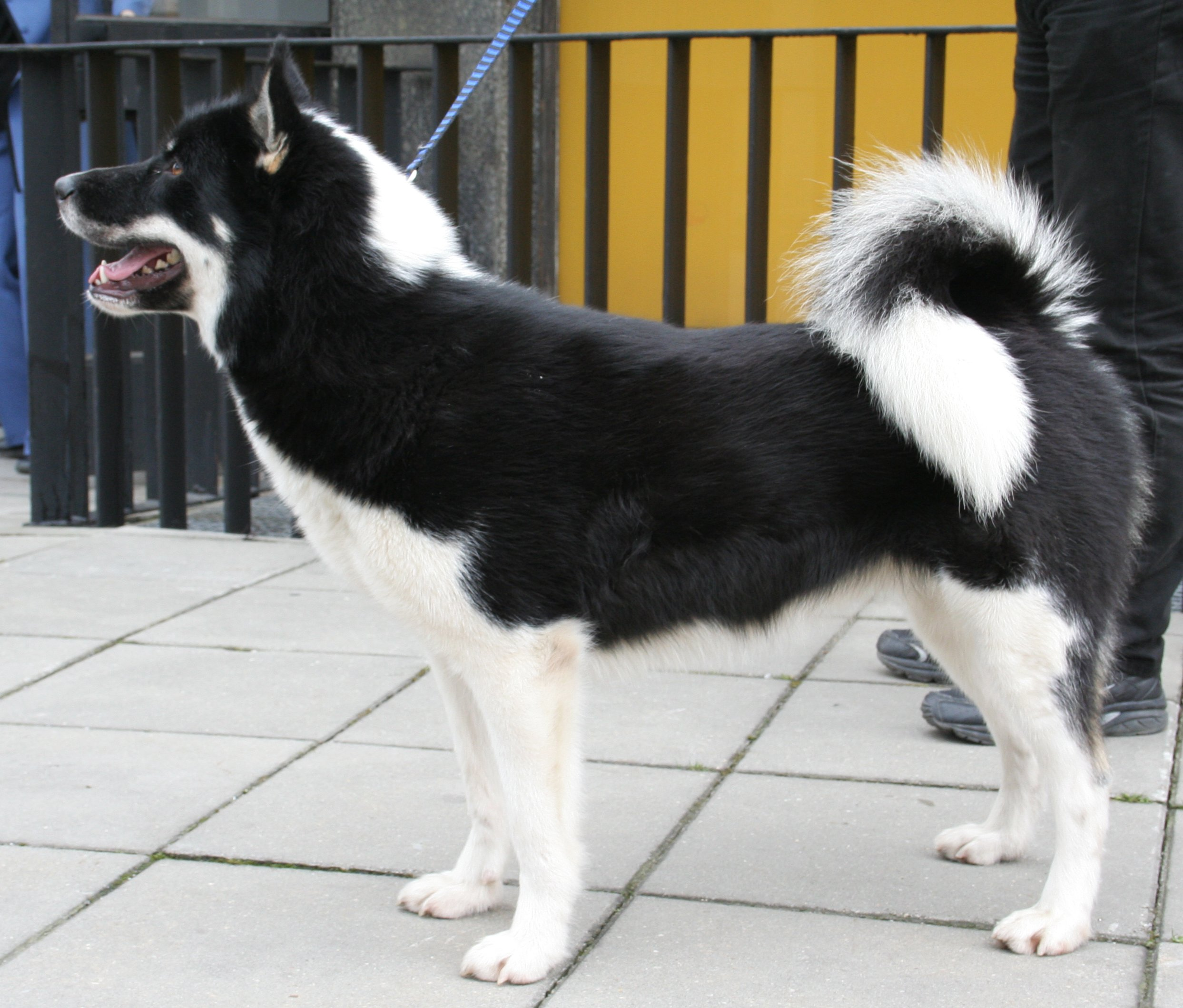